# Maxim Prodan
Maxim Volodimirovici Prodan (în ucraineană Максим Володимирович Продан; n. 13 februarie 1993, Noua Suliță, Cernăuți, Ucraina) este un boxer profesionist ucrainean care a deținut titlul internațional IBF la categoria semimijlocie din 2019 până în septembrie 2021.
Prodan s-a născut în Rângaci, raionul Noua Suliță, regiunea Cernăuți, Ucraina.
Mama sa s-a născut în Rângaci (regiunea Cernăuți), iar tatăl său este din Grozinți. Prodan a început să practice boxul din copilărie.
A urmat liceul în Noua Suliță (absolvent în 2008) și în 2010 a absolvit Liceul Kamianets-Podilskyi cu pregătire militară și fizică îmbunătățită.
În 2014 și-a luat diploma de licență în educație fizică la Universitatea din Cernăuți.
În 2014 s-a mutat la Bovisio Masciago, în Italia, unde locuiește în prezent.

## Carieră
La vârsta de 12 ani s-a mutat la mătușa sa în Noua Suliță, unde a început să boxeze.
De la baza sa din Ucraina, a boxat la turnee regionale, naționale și, ulterior, internaționale. La 18 ani, în 2011, a devenit Candidat de Maestru al Sportului în box.
S-a antrenat la clubul sportiv „Boyan-Kolos” din 2007 până în 2012. Prodan a luptat de 60 de ori ca amator, înregistrând 50 de victorii.
La 22 de ani, a debutat ca profesionist, învingându-l prin knock-out pe maghiarul Krisztian Duka. În septembrie 2021, Prodan a câștigat 19 din 20 de lupte (15 prin knockout), înregistrând un egal din cauza unei răni la braț.
Pe 8 martie 2019, a câștigat centura internațională IBF, învingându-l pe belgianul Steve Jamoye.

## Record de box profesionist
| No. | Result     | Record | Opponent          | Type | Round, time   | Date        | Location                                             | Notes                                                          |
| --- | ---------- | ------ | ----------------- | ---- | ------------- | ----------- | ---------------------------------------------------- | -------------------------------------------------------------- |
| 21  | Înfrăngere | 19–1–1 | Florian Marku⁠(d)  | SD   | 10            | 25 Sep 2021 | Tottenham Hotspur Stadium, London, England           | A pierdut titlul international IBF categoria semimijlocie      |
| 20  | Victorie   | 19–0–1 | Nicola Cristofori | TKO  | 10 (10), 2:57 | 26 Feb 2021 | Allianz Cloud, Milan, Italy                          | Și-a apărat titlul internațional IBF la categoria semimijlocie |
| 19  | Victorie   | 18–0–1 | Tony Dixon        | SD   | 10            | 25 Oct 2019 | Allianz Cloud, Milan, Italy                          | Și-a apărat titlul internațional IBF la categoria semimijlocie |
| 18  | Victorie   | 17–0–1 | Nika Nakashidze   | PTS  | 6             | 28 Jun 2019 | Allianz Cloud, Milan, Italy                          |                                                                |
| 17  | Victorie   | 16–0–1 | Steve Jamoye      | UD   | 10            | 8 Mar 2019  | Superstudio, Milan, Italy                            | A câștigat titlul internațional IBF la categoria semimijlocie  |
| 16  | Victorie   | 15–0–1 | Erick Lopez       | PTS  | 8             | 20 Oct 2018 | Teatro Principe, Milan, Italy                        |                                                                |
| 15  | Victorie   | 14–0–1 | Gyorgy Mizsei     | KO   | 3 (6)         | 19 May 2018 | Teatro Principe, Milan, Italy                        |                                                                |
| 14  | Victorie   | 13–0–1 | Manuel Largacha   | TKO  | 6 (8), 2:19   | 17 Feb 2018 | Teatro Principe, Milan, Italy                        |                                                                |
| 13  | Victorie   | 12–0–1 | Zeljko Kovacevic  | TKO  | 1 (8), 2:40   | 25 Nov 2017 | Palasport Salvador Allende, Cinisello Balsamo, Italy |                                                                |
| 12  | Victorie   | 11–0–1 | Sasa Janjic       | KO   | 3 (8), 1:42   | 7 Oct 2017  | Teatro Principe, Milan, Italy                        |                                                                |
| 11  | Egal       | 10–0–1 | Manuel Largacha   | PTS  | 8             | 27 May 2017 | Teatro Principe, Milan, Italy                        |                                                                |
| 10  | Victorie   | 10–0   | Istvan Dernanecz  | TKO  | 1 (8), 2:57   | 1 Apr 2017  | Teatro Principe, Milan, Italy                        |                                                                |
| 9   | Victorie   | 9–0    | Petar Peric       | KO   | 5 (6), 2:10   | 18 Feb 2017 | Teatro Principe, Milan, Italy                        |                                                                |
| 8   | Victorie   | 8–0    | Nerdin Fejzovic   | KO   | 4 (6)         | 16 Dec 2016 | Teatro Principe, Milan, Italy                        |                                                                |
| 7   | Victorie   | 7–0    | Liam Dede'        | TKO  | 1 (6)         | 15 Oct 2016 | Teatro Principe, Milan, Italy                        |                                                                |
| 6   | Victorie   | 6–0    | Jozsef Gerebecz   | KO   | 1 (6)         | 14 May 2016 | Teatro Principe, Milan, Italy                        |                                                                |
| 5   | Victorie   | 5–0    | Stanislav Sakic   | KO   | 3 (6), 1:13   | 7 Nov 2015  | Teatro Principe, Milan, Italy                        |                                                                |
| 4   | Victorie   | 4–0    | Ivica Gogosevic   | KO   | 2 (6)         | 17 Oct 2015 | Teatro Principe, Milan, Italy                        |                                                                |
| 3   | Victorie   | 3–0    | Valentin Bokros   | TKO  | 2 (4)         | 4 Jul 2015  | Teatro Principe, Milan, Italy                        |                                                                |
| 2   | Victorie   | 2–0    | Silvije Kebet     | TKO  | 3 (4)         | 20 Jun 2015 | Teatro Principe, Milan, Italy                        |                                                                |
| 1   | Victorie   | 1–0    | Krisztian Duka    | KO   | 3 (4)         | 30 May 2015 | Teatro Principe, Milan, Italy                        |                                                                |